# مناورات العلم الأخضر
مناورات العلم الأخضر أو (بالإنجليزية: Green Flag Maneuvers)‏ هي مناورات عسكرية جوية مشتركة تقام بين كل من سلاح الجو الملكي السعودي وسلاح الجو الملكي البريطاني وبدأت منذ عام 2010.

## المناورات المنفذة
- العلم الأخضر 2014 : أقيمت فعاليات المناورة في 19 فبراير 2014.[1][3][4][5]
- العلم الأخضر 2013 : أقيمت فعاليات المناورة في 9 سبتمبر 2013.[6][7][8]
- العلم الأخضر 2012 : أقيمت فعاليات المناورة في فبراير 2012.[9]
- العلم الأخضر 2010 : أقيمت فعاليات المناورة في سبتمبر 2010.[10]